# Gnamptogenys regularis
Gnamptogenys regularis är en myrart som beskrevs av Mayr 1870. Gnamptogenys regularis ingår i släktet Gnamptogenys och familjen myror. Inga underarter finns listade i Catalogue of Life.

## Bildgalleri

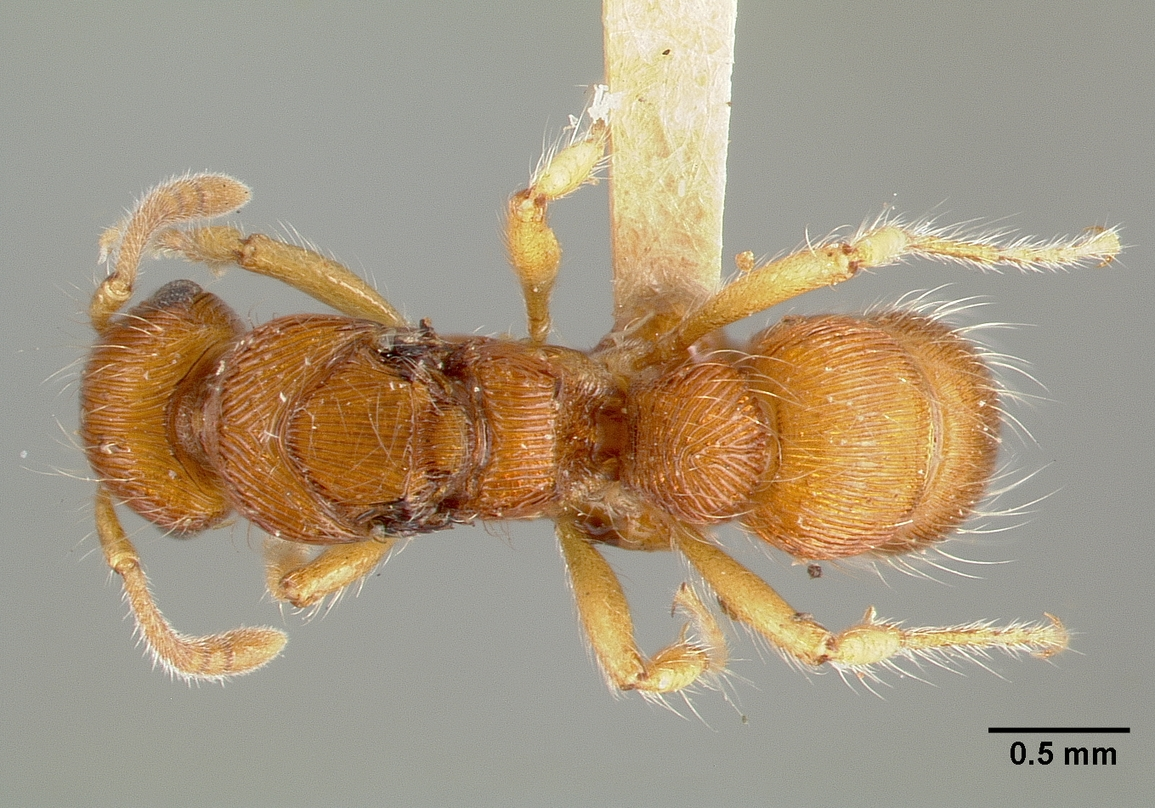
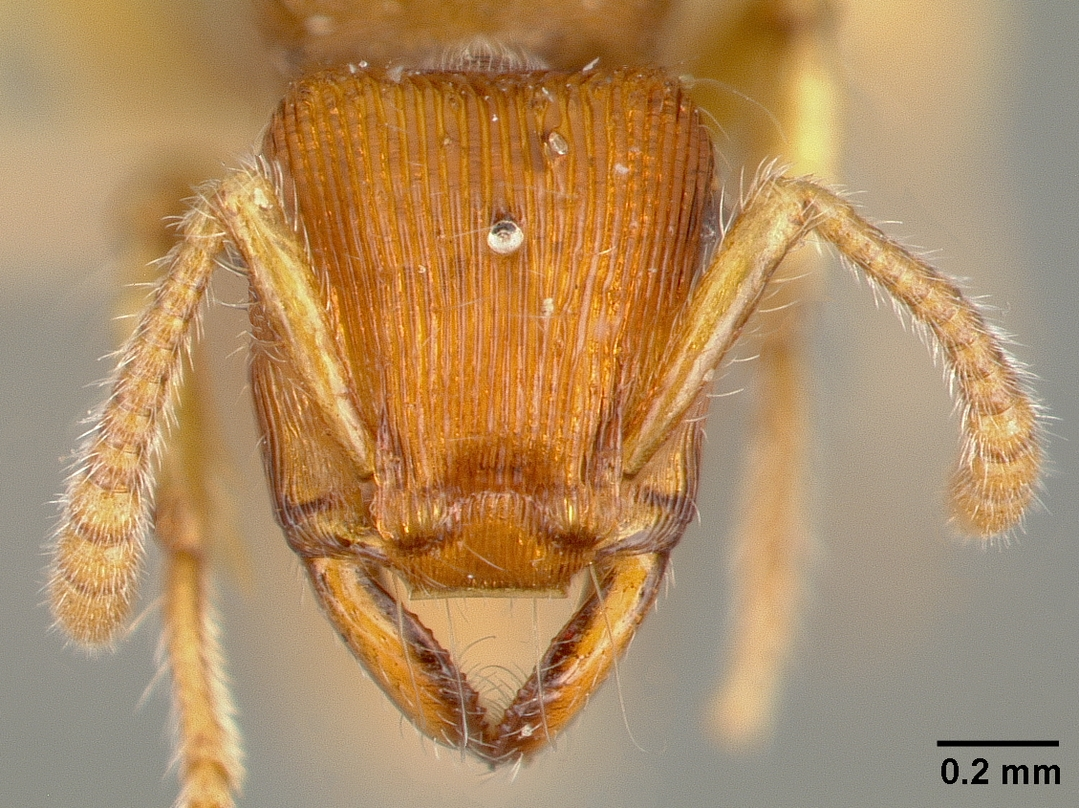
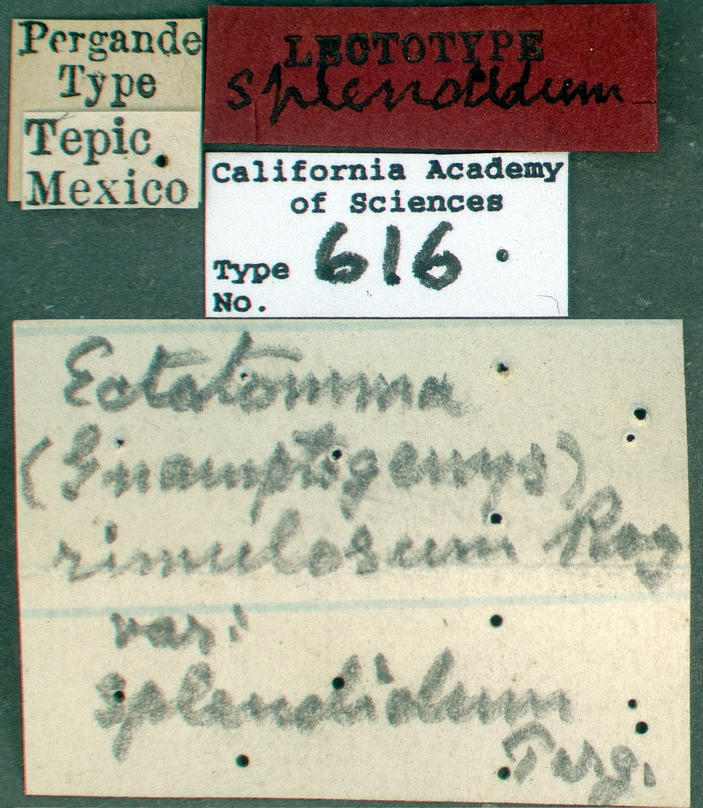
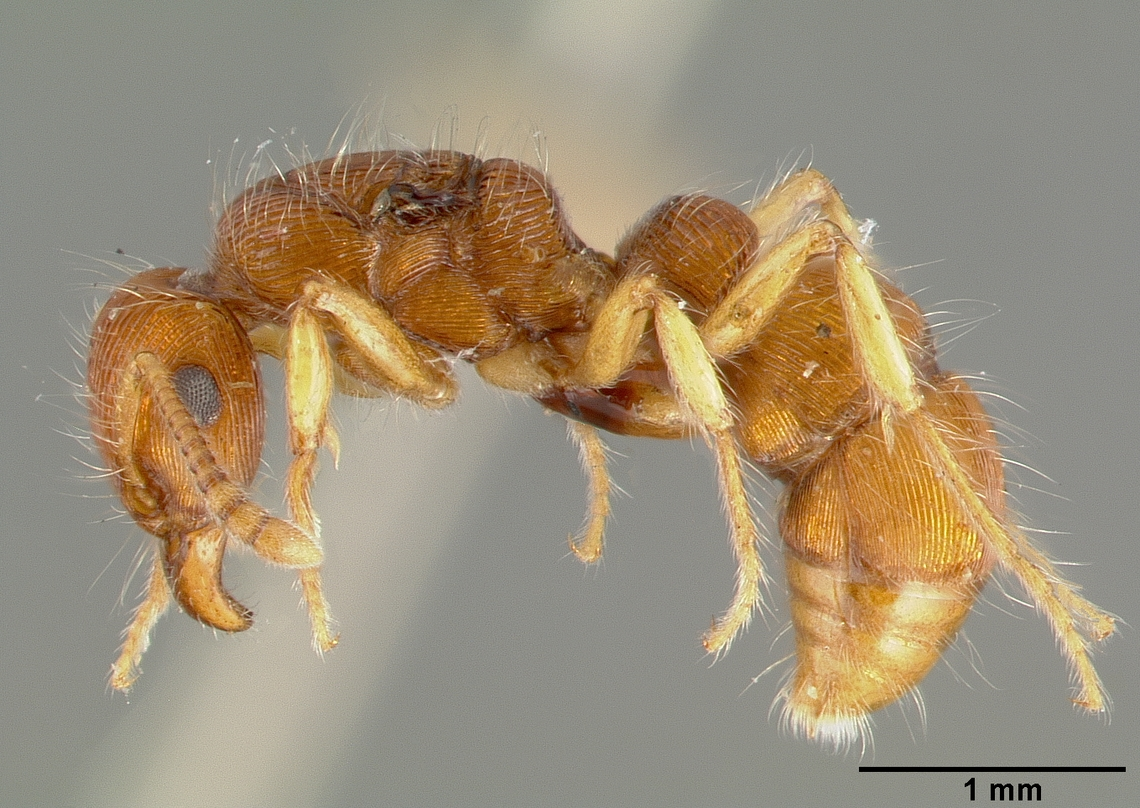